# آلن ریتر
آلن رافائل ریتر (انگلیسی: Allen Raphael Ritter؛ زادهٔ ۱۹ ژوئن ۱۹۸۸) تهیه‌کننده موسیقی و ترانه‌پرداز آمریکایی است. ریتر که مکرراً با تهیه‌کنندگان دیگر از جمله بوی وان‌دا، وینیلز و سون تامس همکاری می‌کند، از سال ۲۰۰۷ در تولید آثار برای هنرمندان برجستهٔ هیپ هاپ و آراندبی کار کرده است. او در تهیه‌کنندگی و ترانه‌سرایی آثار خوانندگانی همچون دریک، تراویس اسکات، کانیه وست، ریانا، نیکی میناژ و هنرمندان دیگر همکاری داشته است.